# Людина-слон
«Люди́на-слон» (англ. The Elephant Man) — американський фільм-драма Девіда Лінча 1980 року, який базується на біографії Джозефа Мерріка. Український переклад зробила студія Цікава ідея на замовлення Гуртом. На 1 березня 2024 року фільм займав 159-ту позицію у списку 250 кращих фільмів за версією IMDb.

## Сюжет
Доктор Трівз (Ентоні Гопкінс) знаходить Мерріка (Джон Герт) у вікторіанському «фрик-шоу», куди Мерріка найняв меркантильний ділок Байтс. Зовнішність Мерріка настільки жахлива, що йому доводиться носити простору відлогу, щоб ніхто не побачив його лякаючих наростів по всьому тілу. Крім того, Байтс вважає, що Меррік розумово неповноцінний. Попри те, що людина-слон головний номер його вистави, він ставиться до нього дуже жорстоко. Трівза зацікавив цей «експонат» цирку, і він хоче викупити Мерріка у Байтса для того, щоб обстежити його в лікарні та прочитати лекцію про нього. Трівзом рухає щось більше, ніж цікавість. Байтс не хоче поступатися лікарю, пояснюючи це тим, що Меррік — його єдине джерело доходу, і він не може просто так розлучитися з ним. Трівз замислюється над тим, як допомогти Мерріку.
Після приїзду до лікарні доктор Трівз вирішує помістити Джона Мерріка в ізоляторі, щоб не лякати решту пацієнтів. Трівз розраховує на допомогу головної медсестри (Венді Гіллер). Одного разу, в холі директор госпіталю містер Карр Гомм (Джон Гілгуд) зауважує, що Трівз сам несе якусь їжу у напрямку до ізолятора і викликає його на розмову. Він зобов'язує лікаря Трівза показати йому сніданок свого пацієнта. Трівз за дуже короткий термін вчить Мерріка деяким простим словам, думаючи, що той не вміє розмовляти. У результаті, Меррік починає вимовляти короткі фрази, на кшталт «Доброго дня, я Джон Меррік», «Дуже радий з вами познайомитися» і навіть повторює уривок молитви. Однак, коли до нього приводять містера Гомма, той починає ставити йому незаплановані питання, на які Джон не може відповісти. Карр Гомм розуміє, що все сказане — це лише завчені фрази. Він іде у впевненості, що перебування Мерріка в шпиталі — безнадійна витівка і дурна вигадка доктора Трівза, оскільки пацієнт недоумкуватий. Стоячи за дверима, директор лікарні та лікар сперечаються про необхідність лікування Мерріка.
Карр Гомм уже почав спускатися сходами. Доктор Трівз зібрався увійти до Джона Мерріка, але раптом почув, як той проникливо декламує двадцять третій псалом, якого вони не встигли вивчити. Вражені Трівз і Карр Гомм заходять до Людини-слона і починають із нею розмовляти.
Трівз дізнається, що насправді Людина-слон — розвинена, здатна до навчання особистість, і її поведінка перед Байтсом лише вдавання зі страху, спроба запобігти побиттю. Меррік ніби підтверджує підозри Трівза. Він конструює з картону модель собору та читає. Меррік входить у будинок Трівза та його дружини (Хана Гордон), саме їй він показує свою найдорожчу цінність — невеликий портрет дуже красивої жінки, своєї матері. Меррік сподівається, що якби тільки його мама побачила свого сина в оточенні таких відомих людей, вона б, можливо, його полюбила, Джон вважає, що дуже засмутив її своїм виглядом. На що дружина Трівза заперечує, що «люблячий син не може розчарувати матір». У цей, один із найзворушливіших моментів фільму, дружина лікаря невтішно плаче. Меррік переживає, чим він міг так засмутити мадам. Мерріка відвідує знаменита актриса місис Кендал (Енн Бенкрофт). Тим часом Байтс хоче повернути свій скарб. Трівз стоїть на своєму і відмовляється повертати свого пацієнта назад у «Шоу виродків». Байтс заявляє, що той забрав його хліб і що він заявить у поліцію. На що Карр Гомм радить йому так і вчинити, натякаючи на те, що самому Байтсу тільки від цього буде гірше, оскільки він знущається з живих людей. Але, головне, Байтс каже, що доктор Трівз нітрохи не кращий за нього, що він також демонструє Людину-слона людям і використовує її у своїх корисливих цілях, а саме показує її своїм знайомим лікарям. Над цими словами Трівз замислюється, його починає турбувати ситуація, що склалася, але його дружина заспокоює його.
Попри популярність Людини-слона, двері його кімнат не замикаються на ніч, і нічний сторож (Майкл Елфік) починає використовувати Мерріка у своїх цілях. Вночі до нього вдирається п'яна компанія на чолі з його колишнім господарем Байтсом. Нічний сторож підносить до обличчя Мерріка дзеркало. Байтс викрадає збожеволілого Мерріка і, недовго думаючи, вирушає з ним на гастролі до Європи. У цей час Трівз виявляє відсутність Мерріка і звинувачує сторожа. Людина-слон сильно недужає, але намагається бігти. Йому допомагають інші артисти цирку. Він повертається до Лондона, де кидається по вокзалу, намагаючись втекти від кількох хлопчаків, що прив'язалися до нього з питанням, чому в нього така велика голова. Меррік випадково збиває дівчинку, що стає причиною скандалу. Натовп оточує Мерріка і знімає з нього обріпи, що прикривають деформовану голову.
Полісмени доставляють Мерріка назад до лікарні. Доктор Трівз разом з Кендалл виводить його в театр, де Людина-слон показує себе справжнім джентльменом. Повернувшись додому, до госпіталю, перед тим, як лягти спати, Джон Меррік розмовляє з Трівзом, дякує йому за вечір. Після виходу лікаря він готується до сну. Його погляд падає на одну з картин, що висять на стіні — на ній дитина, що спить на боці. Меррік хоче спробувати поспати «як нормальна людина», тобто лежачи, чого йому через сильно деформовану голову робити не можна, він завжди спав сидячи. Меррік прибирає з ліжка всі подушки, лягає та засинає. Останнє бачення, що виникає перед Мерріком, його мати.

## У ролях

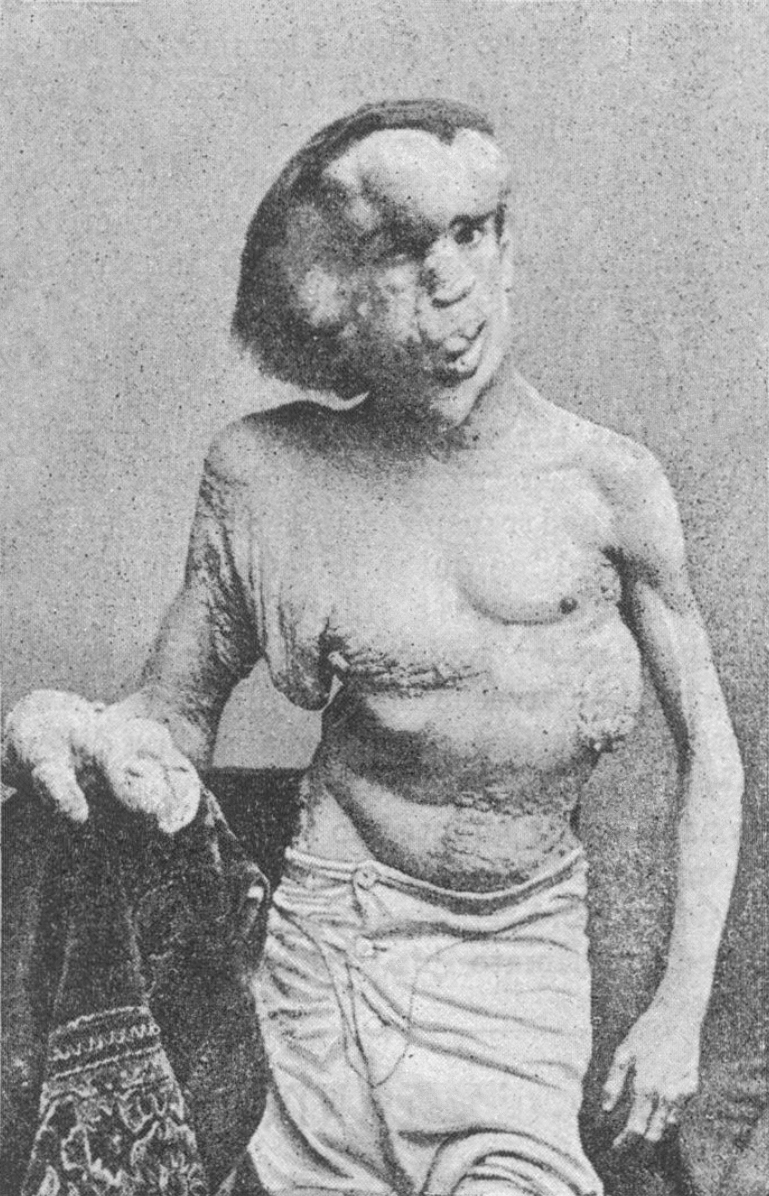
Джозеф Меррік

- Ентоні Гопкінс — Фредерік Трівз
- Джон Герт — Джон Меррік
- Ханна Гордон — Енн Трівз, дружина Фредеріка
- Енн Бенкрофт — актриса Медж Кендал
- Джон Гілгуд — Френсіс Карр Гомм
- Венді Гіллер — місис Мазерсхед, доглядальниця Мерріка
- Фредді Джонс — власник цирку
- Майкл Елфік — нічний портьє

## Нагороди
Загалом фільм отримав 8 нагород і 21 номінацію, зокрема:
- Номінації на Оскар:
  - найкращий актор
  - найкращий постановник
  - найкращі костюми
  - найкраща режисура
  - найкращий монтаж
  - найкраща музика
  - найкращий фільм
  - найкращий адаптований сценарій
- BAFTA:
  - найкращий актор
  - найкращий постановник
  - найкращий фільм
  - найкраща операторська робота (номінація)
  - найкраща режисура (номінація)
  - найкращий монтаж (номінація)
  - найкращий сценарій (номінація)
- Сезар як найкращий іноземний фільм
- Номінації на Золотий глобус:
  - найкраща режисура
  - найкращий фільм-драма
  - найкращий актор драми
  - найкращий сценарій